# Lorenz Hess
Lorenz Hess (Berna, 28 giugno 1961) è un politico svizzero dell'Alleanza del Centro (AdC), e precentemente del Partito Borghese Democratico e dell'Unione Democratica di Centro. Dal 2011 è membro del Consiglio nazionale per il Canton Berna.

## Biografia
Dal 2002 al 2011 fece parte del Gran Consiglio del Canton Berna.
Inizialmente membro dell'Unione Democratica di Centro, Hess fu uno dei membri dell'UDC del Canton Berna del cosiddetto "Gruppo Bubenberg" che nel 2008, in dissidenza con la linea del partito, crearono il Partito Borghese Democratico, di orientamento liberale.
Presentatosi alle elezioni federali del 2011, venne eletto Consigliere nazionale per il Canton Berna con 48 807 voti, ventunesimo tra i candidati eletti più votati del cantone. Venne riconfermato anche alle elezioni federali del 2015 (60 568 preferenze, diciottesimo tra gli eletti), del 2019 (49 352 preferenze, diciottesimo tra gli eletti), e del 2023 (52 334 preferenze, diciannovesimo tra gli eletti).
A aprile 2017 divenne presidente del consiglio di amministrazione della compagnia assicurativa sanitaria Visana.
Con la fusione del Partito Borghese Democratico e il Partito Popolare Democratico, nel 2020 Hess passò alla nuova formazione dell'Alleanza del Centro.
Dal 2020 è membro del consiglio direttivo della sezione cantonale bernese dell'Alleanza del Centro.